# Metagyrinus
Metagyrinus là một chi bọ cánh cứng trong họ Gyrinidae.
Chi này được miêu tả khoa học năm 1955 bởi Brinck.

## Các loài
Chi này gồm các loài:
- Metagyrinus arrowi (Régimbart, 1907)
- Metagyrinus sinensis (Ochs, 1924)
- Metagyrinus vitalisi (Peschet, 1923)